# Плав'юк Микола Васильович
Мико́ла Васи́льович Плав'ю́к (англ. Mykola Vasyliovych Plaviuk; 5 червня 1925 (за іншими даними 1927), с. Русів, Снятинський повіт, Станиславівське воєводство, Польща, нині Снятинська міська громада, Коломийський район, Івано-Франківська область, Україна — 10 березня 2012, Гамільтон, Онтаріо, Канада) — український політичний і громадський діяч в еміграції, останній Президент УНР в екзилі (1989—1992), п'ятий Голова Організації українських націоналістів (1979—2012), визначний публіцист, співорганізатор та один з президентів СКВУ. Борець за незалежність України у ХХ столітті.

## Життєпис

### Раннє життя
Народився 5 червня 1925 року в селі Русів, Снятинського повіту, Станиславівського воєводства, Польської Республіки (нині Коломийський район, Івано-Франківська область, Україна). Навчався в Русівській публічній загальній, Снятинській гімназії імені Францішека Карпінського та в Снятинській середній школах. З 1941 року — у лавах юнацтва Організації українських націоналістів. У 1943 році закінчив Снятинську державну торговельну школу. У 1944 році емігрував через Австрію до Німеччини.

### Друга світова війна
За дорученням ОУН в березні 1945 року став у ряди 2-ї дивізії Української національної армії, яка формувалася в Берліні під командуванням полковника Андрія Долуда, аби перейти фронт і діяти в запіллі Червоної армії. Кінець війни застав в Західній Чехії, де дивізія потрапила до американців. Завдяки цьому знову опинився в Німеччині.

### В еміграції
У 1946 році закінчив українську гімназію в Мюнхені, де викладав його майбутній тесть професор Володимир Бойко. З 1948 року — член «Пласту», з 1949 — член студентського ідеологічного товариства національного соціалізму «Зарево». Також у 1949 році закінчив Мюнхенський університет Людвіга-Максиміліана, отримавши кваліфікацію економіста.
У 1950 році переїжджає до Монреалю, Канада, де стає активним членом української діаспори. У 1954 році закінчує Університет Конкордія. У 1956 році на з'їзді Українського національного об'єднання Канади Миколу Плав'юка було обрано заступником Голови Президії УНО, а в 1959 — Головою цього товариства. Висунув ідею створення громадського об'єднання під назвою Ідеологічно споріднені націоналістичні організації (ІСНО). У 1964 році на установчому з'їзді ІСНО був обраний першим Головою Проводу цього об'єднання.
З 1964 року — член Проводу українських націоналістів. У 1967 році був одним з організаторів першого Світового Конґресу Вільних Українців у Нью-Йорку. У 1973, на другому Світовому конгресі, обраний його першим віце-президентом, у 1978, на третьому з'їзді, став президентом СКВУ. Після смерті Олега Штуля-Ждановича в 1977 році, коли ОУН очолив Денис Квітковський, обійняв посаду заступника Голови ПУН. З 1979 — Голова ОУН. У період з 1979 по 2010 обирався Головою ПУН ще 10 разів.
17—19 червня 1989, на X Сесії Української Національної Ради, що пройшла у місті Баунд-Брук (штат Нью-Джерсі, США), був обраний віце-президентом УНР в екзилі, а згодом після смерті Миколи Лівицького, президентом УНР в екзилі. 14]—15 березня 1992 Надзвичайна Сесія Української Народної Ради схвалила постанови, про передачу 24 серпня 1992 грамоти, заяви, президентської Відзнаки (клейнода-хрест гетьмана Івана Мазепи), президентських печатки і прапора останнім президентом УНР в екзилі Плав'юком Миколою Васильовичем першому всенародно обраному Президентові України Кравчуку Леоніду Макаровичу. Таким чином, незалежна Україна є прямою правонаступницею Української Народної Республіки.
У «Пласті» займав посади Крайового Коменданта Уладу пластунів-юнаків Канади, заступника Голови Головної Пластової Булави і Головного Булавного Уладу пластунів-сеньйорів. Належав до куреня Лісові Чорти.
18 травня 1993 року Миколі Плав'юку було надано українське громадянство. Також був удостоєний ордена князя Ярослава Мудрого I (2007) і II (2002) ступенів, та ордена «За заслуги» III ступеня (1996).
Проживав в Києві та Канаді. Помер 10 березня 2012 року у місті Гамільтон, Онтаріо, Канада. Похований на Цвинтарі святого Володимира у Оквіллі.

## Сім'я
- Дружина: Бойко Ярослава Володимирівна
  - Син: Плав'юк Орест Миколайович
  - Син: Плав'юк Нестор Миколайович
  - Дочка: Плав'юк Уляна Миколаївна
  - Дочка: Плав'юк Оксана Миколаївна

Також має 9 онуків та 4 правнуків.

## Нагороди
- Шевченківська медаль (Канада)

### Україна
- Орден «За заслуги» III ступеня (№ 1140/96 від 29 листопада 1996) — за особистий внесок у розвиток української державності, активну громадську та гуманістичну діяльність[17]
- Орден князя Ярослава Мудрого II ступеня (№ 754/2002 від 22 серпня 2002) — за визначні особисті заслуги перед Україною у становленні її незалежності, збереженні та розвитку традицій державотворення[16]
- Орден князя Ярослава Мудрого I ступеня (№ 498/2007 від 5 червня 2007) — за самовіддане служіння українському народові, визначні особисті заслуги у відродженні незалежності України[15]

### УПЦ КП
- Орден Святого рівноапостольного князя Володимира Великого

## Пам'ять

Пам'ятна дошка на фасаді ратуші міста Снятин

- Вулиця Миколи Плав'юка існує в деяких населених пунктах України.
- Постановою № 184-VIII Верховної Ради України від 11 лютого 2015 року 90 років з дня народження Миколи Плав'юка відзначалося на державному рівні[19].
- У січні 2017 року на фасаді ратуші міста Снятин було відкрито меморіальну дошку. [20]